# 오시오정
오시오정(大塩町)은 효고현 인나미군에 있던 정이다. 현재의 히메지시에 해당한다.